# Heathcliff (comics)
Pour les articles homonymes, voir Heathcliff.
Heathcliff est un comic strip américain créé par George Gately en 1973.

## Comic strip
Le personnage qui donne son nom au strip est un chat orange. Le strip a été repris par le neveu de George Gately, Peter Gallagher et est distribué dans plus de 1 000 journaux par Creators Syndicate qui a repris le strip après McNaught Syndicate en 1988,.
Le strip est le plus souvent constitué d'un seul dessin la semaine qui est remplacé le dimanche par une bande dessinée intitulée Sunday with Heathcliff. Régulièrement avec la bande dominicale est ajoutée Kitty Korner, constitué de textes présentant des chats extraordinaires.
Heathcliff est visible sur le site de GoComics.

## Adaptation en comic book
En 1985, un comic book intitulé Heatcliff est édité par Marvel Comics dans sa collection Star Comics. La série dure 56 numéros bien que la collection Star Comics soit arrêtée. Une seconde série est publiée en 1987 dans la collection Star Comics intitulée Heathcliff's Funhouse. Cette série présente de nouvelles histoires et des rééditions de l'autre comics.
- Heathcliff (56 numéros, Star/Marvel)
- Heathcliff Annual (1 numéro, Star)
- Heathcliff's Funhouse (10 numéros, Star/Marvel)
- Heathcliff Spring Special (1 numéro, Marvel UK)
- Star Comics Magazine (13 numéros, Star)

## Dessin animé
Deux séries animées inspirées du strip ont été diffusées. Dans ceux-ci Heatcliff, qui est muet dans le comics, parle. C'est Mel Blanc qui assure la voix dans les deux séries.
La première série est produite par Ruby-Spears Productions et commence en 1980. La seconde est produite par DiC Entertainment en 1984.
En 1986, un film intitulé Heathcliff: The Movie est distribué. Il s'agit d'un film à sketch reprenant les sept premiers épisodes de la série de 1984.